# 高铁血红蛋白

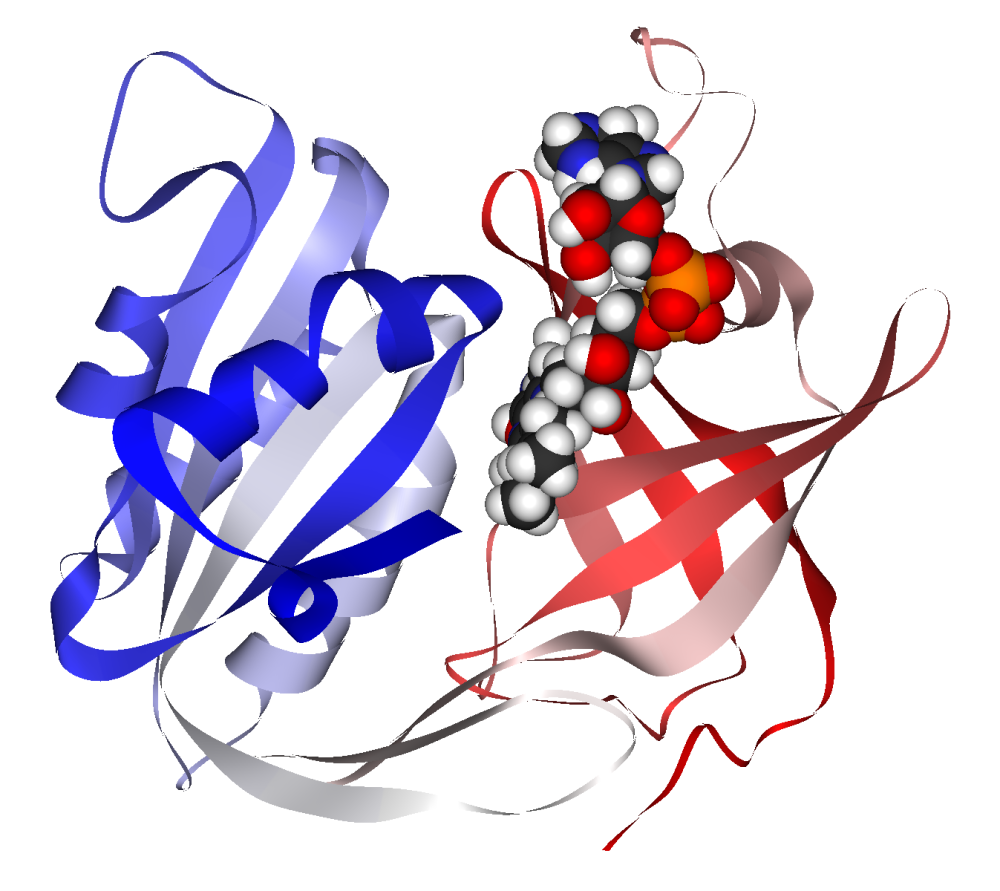
The structure of the enzyme that converts methemoglobin to hemoglobin

高铁血红蛋白（也稱變性血紅素，英語：或英語：）是氧携带金属蛋白血红蛋白的一种形式，这种血红蛋白中血红素基团裡的铁离子呈正三价状态（高铁状态，Fe3+），并不是正常血红蛋白中的正二价状态。不像氧合血红蛋白，高铁血红蛋白无法與氧气結合。这种蛋白在血液中呈现浅蓝-棕色。NADH依赖型酶高铁血红蛋白还原酶负责将高铁血红蛋白变回原来正常的血红蛋白。